# Guillermo Puelma Tupper
Guillermo Puelma Tupper (Santiago de Chile, 20 de septiembre de 1851 - Viña del Mar, 26 de abril de 1895). Médico, periodista y político chileno. Propuso la idea de creae la Sociedad de Fomento Fabril. Fundó el Asilo de inválidos de la Guerra del Pacífico. Como periodista trabajó en diarios chilenos y argentinos. Fundó en Buenos Aires la revista "El economista argentino".

## Biografía
Era hijo del político y diplomático Francisco Puelma Castillo y de Elisa Tupper Zegers; nació en Santiago de Chile en 1851. Estudió en el Instituto Nacional y en la Facultad de Medicina de la Universidad de Chile en 1872. Viajará a Alemania a estudiar en las universidades de Heidelberg y Magdeburgo, perfeccionándose en Fisiología. Participó, siendo estudiante, en la contención de la epidemia de viruela de Santiago en 1872. Después trabajó como profesor de la Escuela Franklin, llegando a ser director del Liceo Manuel de Salas y en 1878, de la Escuela Abraham Lincoln. En 1881 fue designado profesor extraordinario de Histología en la Universidad de Chile. En 1879 fundó el Asilo de Inválidos de la Guerra del Pacífico. Propuso la idea de crear la Sociedad de Fomento Fabril (SOFOFA), que se inauguró en 1883 encabezada por Agustín Edwards Ross y Puelma Tupper como secretario; inspirado por el positivismo de moda entonces en Chile gracias a los trabajos de los hermanos Lagarrigue (que elogiaron su labor) puso especial énfasis en el mejoramiento social de la clase desposeída preocupándose en fomentar la higiene en los sectores marginales.

## Vida política
Desde 1881 hasta 1884 dirigió el periódico La Época; colaboró también en el periódico La Libertad Electoral. Como militante del Partido Radical llegará al congreso como diputado por Parral entre 1882 y 1885; Y diputado por San Carlos, entre 1885 y 1888. Debió viajar en 1888 a Buenos Aires, Argentina, puesto que existía el proyecto construir un ferrocarril de Chile a Argentina que saliera desde Copiapó por el Paso fronterizo San Francisco (Actual ruta 31-CH) hacia Catamarca. Durante su estadía en Buenos Aires fundó la revista científica El Economista Argentino y colaboró con el diario El Nacional. El mismo año de su muerte publicó su obra literaria Fragmentos de un Poema. Falleció en Viña del Mar, Chile, el 26 de abril de 1895.